# Tines dels Manyetes
Les Tines dels Manyetes és una obra del municipi de Mura (Bages) protegida com a bé cultural d'interès local.

## Descripció
Es tracta d'una construcció que se situa al marge dret del camí que es dirigeix a Mata-rodona.
Es tracta d'un conjunt format per tres tines i dues barraques. Observant el conjunt de cara a les portes d'entrada a les tines, es descriuen les edificacions d'esquerra a dreta.
La tina número 1 té la planta de forma circular. La part inferior de la tina és feta de pedra i morter de calç i l'interior està recobert de rajoles de ceràmica envernissada lleugerament corbades. La part superior dels murs és construïda amb pedra sense material d'unió. L'entrada es compon de dos muntants verticals. La llinda s'ha perdut i la coberta s'ha esfondrat. El broc és a la barraca situada al darrere de la tina.
A dos metres i mig hi ha les tines 2 i 3. Formen un sol cos a l'interior amb dos dipòsits de planta rectangular. La part inferior de la construcció és de pedra amorterada i els dipòsits revestits amb peces de ceràmica envernissades. Només es conserven els dipòsits, els murs de la part superior i la coberta s'han enrunat.
Les dues barraques són de planta rectangular, fetes de pedra seca, i se situen a la part del darrere de les tines. Totes dues han perdut la coberta.